# Boronia cymosa
Boronia cymosa là một loài thực vật có hoa trong họ Cửu lý hương. Loài này được Endl. mô tả khoa học đầu tiên năm 1837.